# Надлер Василь Карлович
Професор Васи́ль Ка́рлович На́длер (нар. 15 грудня 1840, Харків, Російська імперія — пом. 31 березня 1894, Одеса, Херсонська губернія, Російська імперія) — історик і педагог Російської імперії, доктор наук. Працював в Імператорському Харківському університеті та Імператорському Новоросійському університеті.

## Життєпис

### Перші роки
Василь Карлович Надлер народився 15 грудня 1840 року в українському місті Харків, що на той час входило до складу однойменної губернії Російської імперії. Початкову освіту отримав вдома та у приватному пансіоні. У 1857—1862 роках навчався на історико-філологічному факультеті Імператорського Харківського університету, який закінчив зі ступенем кандидата (дисертація «Сербський народ та його доля під владою турків до початку національного руху у перших роках XIX ст.»).
По закінченні викладав у навчальних закладах Харкова, одночасно працюючи над магістерською дисертацією «Прочини та перші прояви опозиції католицизму в Чехії та Західній Європі в кінці XIV й на початку XV століть». Вона була захищена у Санкт-Петербурзі у квітні 1864 року. З вересня 1864 року Василь Карлович працював на посаді приват-доцента кафедри загальної історії Імператорського Харківського університету. 3 вересня 1867 року він захистив в університеті докторську дисертацію «Адальберт Бременський, правитель Німеччини в молоді роки Генріха IV».

### Кар'єра
Від початку 1868 року Надлер працював екстра-ординарним професором, а з 1870 року ординарним професором Харківського університету. У 1875—1890 роках працював деканом історико-філологічного факультету Імператорського Харківського університету. У цей же час він читав лекції на кафедрі загальної історії у період 1864—1890 років та на кафедрі російської історії у період 1876—1883 років.
З 1 січня 1891 року був призначений на посаду ординарного професора й декана історико-філологічного факультету Імператорського Новоросійського університету. Від 1891 він читав курси лекцій по кафедрі загальної історії: «Історія новітнього часу (XIX ст.)», «Історія нового часу з кінця XV до кінця XVIII ст.», «Історія середніх віків від хрестових походів», «Історія новітньої епохи (від французької революції)», «Історія середніх віків (XIV — XV ст.)», «Історія новітньої епохи (від Віденського конгресу)» тощо, вів семінарські заняття зі середньовічної історії.
12 вересня 1892 в Імператорському Новоросійському університеті урочисто відзначалося 30-річчя викладацької діяльності Василя Надлера. Від вересня 1891 він був дійсним членом Імператорського Одеського товариства історії та старожитностей, у 1893—1894 роках був членом видавничого комітету цього товариства, брав активну участь у діяльності Історико-філологічного товариства університету. Значний резонанс у місті та схвальні відгуки у пресі мали публічні його лекції на користь населенню, що голодувало через неврожай: 11 січня 1892 року в приміщення Одеської біржі на тему: «Олександр І та друга бурбонська революція», 7 та 12 березня 1893 року в актовому заді Новоросійського університету з початку історії Одеси від заснування до кінця правління Армана Емманюеля, дюка де Рішельє.

### Останні роки
Перебування в Одесі ускладнювалося скрутним матеріальним становищем (на його утриманні окрім дружини було троє неповнолітніх дітей, невиліковно хвора старша донька, що змушувало вченого брати в борг значні кошти) та важким станом здоров'я — хворобою легенів та стенокардією. Василь Карлович Надлер помер 31 березня 1894 в Одесі в каюті пароплава «Цесаревич», вирушаючи за порадою лікарів до Криму. Похований у Харкові.
Був похований на Першому Християнському цвинтарі. 1937 року комуністичною владою цвинтар було зруйновано. На його місці був відкритий «Парк Ілліча» з розважальними атракціонами, а частина була передана місцевому зоопарку. Нині достеменно відомо лише про деякі перепоховання зі Старого цвинтаря, а дані про перепоховання Надлера відсутні.

## Наукова діяльність
Сучасники відзначали, що для Василя Надлера, як лектора, були характерні: вільне володіння матеріалом; «рідкісний дар красномовства»; викладення студентам різних методів історичних досліджень тощо. Був дійсним членом низки наукових товариств (в тому числі й першим головою створеного 28 лютого 1877 при Імператорському Харківському університеті історико-філологічного товариства) співробітничав з низкою періодичних видань, читав публічні лекції.
Наукові інтереси відрізнялися вражаючою різноманітністю. В харківський період його творчості слід відзначити п'ятитомну працю «Олександр І та ідея священного союзу», другий том якої 1886 року був презентований міністром освіти царю Олександру III й останній висловив автору «душевну вдячність» (цей факт, як особлива заслуга, був відзначений у формулярному списку Василя Надлера).
В Одесі, продовжуючи дослідження з вітчизняної та всесвітньої історії, зацікавився історико-краєзнавчою тематикою. На шпальтах «Одеського вісника» у 1892—1893 роках було опубліковано 9 статей з історії Одеси та краю (у редакційних публікаціях газети Василь Надлер згадувався як її «поважний співробітник») з яких чотири вийшли окремими брошурами. Серед них слід відзначити дослідження «До вивчення історії міста Одеси» — першу працю присвячену історіографії історії міста. В ній визначив себе як послідовника Володимира Яковлєва та О. Орлова, з працями яких він пов'язував народження «нового, насправді наукового напрямку в одеській історіографії». Для зазначеного напрямку він вважав характерним критичне ставлення до джерел, які використовували представники «традиційного сказання» про історію Одеси, й першочергова увага до висвітлення «внутрішньої історії» міста тобто історії її населення. Слідом за іншими істориками, вважав необґрунтованою з наукової точки зору офіційну дату заснування Одеси (за його твердженням історія Одеси була «лише природним продовженням» історії «тих поселень, які існували віддавна на її місці») й піддавав критиці політику щодо Одеси російських урядовців кінця XVIII століття.
Найзначнішим досягненням на ниві історичного краєзнавства стала праця «Одеса у перші епохи її існування», що вийшла друком навесні 1893 року, яка висвітлювала історію Одеси від античних часів до кінця правління Армана Емманюеля, дюка де Рішельє. Василь Надлер був членом Редакційного комітету зі складення опису міста до 100-річного ювілею, йому було доручено написання нарису історії міста, він же склав програму для розділу присвяченого історії міського самоврядування, над яким працював професор С. Чудновський. Однак, через смерть, Надлер не встиг завершити цю роботу.

### Наукові праці
- Причины и первые проявления оппозиции католицизму в Чехии и Западной Европе в конце XIV и начале XV в. — Харьков, 1864;
- Император Александр I и идея священного союза: в 5 т. — Рига, 1886—1892;
- Лекции по истории французской революции и империи Наполеона, 1789—1815/Издание в обработке В. П. Бузескула. — Харьков, 1887;
- К изучению истории города Одессы. — Одесса, 1893;
- Одесса в первые эпохи ее существования. — Одесса, 1893;
- Инспекционная поездка Дюка де Ришелье (из прошлого Новороссийского края) // ОВ. — 1892. — 11 января, 13 января;
- Надлер В. К. Из прошлого Новороссийского края. Одесское веселье в начале настоящего века // ОВ. — 1892. — 28 января;
- Из прошлого Новороссийского края. Крымская идиллия // ОВ. — 1892. — 14 февраля, 15 февраля, 18 февраля;
- К истории Дюковского сада // ОВ. — 1892. — 18 июня, 19 июня; Нашествие и чума (эпизод из одесской старины) // ОВ. — 1892. — 6 августа, 11 августа;
- Дюк де Ришелье в лагере князя Потемкина // ОВ. — 1892. — 30 декабря, 1893. — 5 января; К изучению истории города Одессы // ОВ. — 1893. — 24 февраля; Дюк де Ришелье на Кавказе. Основание Новороссийска // ОВ. — 1893. — 2 июня, 23 июня, 24 июня.